# هيئة فنون العمارة والتصميم
هيئة فنون العمارة والتصميم هي هيئة حكومية سعودية تأسست في فبراير 2020، ومقرها في العاصمة الرياض. وعينت الدكتورة سمية سليمان السليمان في منصب الرئيس التنفيذي للهيئة في تاريخ 30 إبريل عام 2020م.

## الأهداف
تهدف الهيئة للعناية بقطاع العمارة والتصميم، ودعم الممارسين فيه.

## مجلس الإدارة
تمتد عضوية مجلس الإدارة لثلاث سنوات قابلة للتجديد، على أن يعقد اجتماعاته أربع مرات في العام أو كلما دعت الحاجة. ويقوم المجلس بعدد من المسؤوليات والمهام منها إصدار القرارات اللازمة لتحقيق أهداف الهيئة، كما يشرف على تنفيذ استراتيجياتها، ويقر السياسات المتعلقة بنشاطها، واللوائح والأنظمة والإجراءات الداخلية والفنية وجميع الخطط والبرامج التي تسير أعمالها.
في 27 يوليو 2020 م، أعلنت وزارة الثقافة عن تشكيل مجلس إدارة هيئة فنون العمارة والتصميم برئاسة صاحب السمو الأمير بدر بن عبد الله بن فرحان، وزير الثقافة، ومعالي نائب وزير الثقافة الأستاذ حامد بن محمد فايز عضواً ونائباً لرئيس المجلس، وعضوية كل من الأمير فيصل بن عبد العزيز بن عياف، والدكتور خالد عمر عزام، والمهندس باسم بن صبحي الشهابي، وجواهر بنت زياد السديري، وكارلو راتي.
في 7 مارس 2024، أعيد تشكيل مجلس إدارة الهيئة وضم الأمير فيصل بن عبدالعزيز بن عياف، والدكتور خالد بن عمر عزام، والدكتور صالح بن علي الهذلول، وجواهر بنت زياد السديري، وكريستوفر تشوا.

## المبادرات
| المبادرة                         | التاريخ        | عن المبادرة |
| -------------------------------- | -------------- | --- |
| صُمّم في السعودية                  | 7 يونيو 2023   | تهدف المبادرة إلى نجاح المصمّمين المحليّين بإنشاء ختم يدل على تميُّز المنتجات المحليّة، وعلامة تجارية تشير إلى امتثال المنتجات لمعايير محددةٍ مسبقاً، وتميُّزِه بمواصفات مُعيَّنة تزيد من ثقة المستهلكين. |
| ميثاق الملك سلمان العمراني       | 1 ديسمبر 2021  | تهدف المبادرة إلى تأصيل العمارة السلمانية وتجسيدها من حيث الفلسفة والنهج التصميمي في عدة قيم، حيث يستعرض معرض ميثاق الملك سلمان العمراني الاحتفاء بالرؤية العمرانية الشاملة في عهد خادم الحرمين الشريفين. وأصدرت الهيئة تزامناً مع المبادرة كتاب "ميثاق الملك سلمان العمراني"، الذي يتألف من 235 صفحة، وتمثل مادته عنواناً للهوية العمرانية السعودية. |
| ديزايناثون                       | 2 فبراير 2023  | تهدف المبادرة إلى التصميم ولمدة 3 أيام خلال عطلة نهاية الأسبوع في مدينة الرياض، وتجمع 500 مشارك يتوزعون في فرق تتنافس في تطوير حلول مبتكرة لمشاكل في مجالات الحياة الصحية، والتأثير المجتمعي، والاستدامة. يتكون "ديزايناثون" من ثلاثة مسارات محددة، يركز الأول منها على التصميم لحياة صحية، مثل تصميم البيئة المعمورة، وتصميم المنتجات، والرسائل الغرافيكية، والثاني فيتعلق بالتصميم لتحقيق الأثر الاجتماعي، والثالث لتوظيف التصميم لخدمة مفهوم الاستدامة.   |
| تعليم العمارة والتصميم           | 14 سبتمبر 2023 | تهدف المبادرة إلى تحفيز الأكاديميين في مجال العمارة والتصميم. والمسابقة تتيح تشجيع التعاون الأكاديمي في مختلف مجالات العمارة والتصميم مثل: العمارة، وعمارة البيئة، والتصميم الحضري والتخطيط، والتصميم الداخلي، والتصميم الصناعي، والتصميم الجرافيكي. |
| مسابقة تصميم مقعد                | 12 يناير 2023  | تهدف المبادرة للإسهام في رفع الوعي بأهمية التصميم الصناعي، وتعريف المجتمع بدورهم المهم في الابتكار بتصميم المنتجات، إضافةً إلى تطوير ودعم القدرات المحلية والمواهب وتحفيزهم للابتكار والإبداع في مجال التصميم الصناعي. |
| منسوج                            | 4 يونيو 2023   | المبادرة عبارة عن تجربة إبداعية تفاعلية تتداخل فيها مرئيات الزوّار حيال المستقبل، ويُصنع النسيج عبر محاكاة حرفة فن "السدو اليدوية"، بحيث يُشارك كل زائر بضَفر الخيط في النسيج بوحيٍ من أفكاره وتفرّده. |
| المهرجان السعودي للتصميم         | 12 يناير 2023  | تهدف المبادرة إلى توفير منصة للمصممين الناشئين والمتمرّسين والشركات الصغيرة والمتوسطة والمبدعين الفعّالين في قطاعات التصميم والصناعة؛ لإقامة علاقات تعاون وإيجاد فرص للنمو والتطوير، وتزويد المواهب المحلية بالأدوات والمهارات اللازمة للنجاح من خلال اللقاءات المحفزة، وورش العمل، والدورات المختصّة، وجلسات التواصل. |
| معرض إندكس السعودية              | 10 سبتمبر 2023 | تهدف المبادرة إلى التركيز على الاستدامة والتقنيات الجديدة والإبداع، حيث تم تكليف 11 طالباً من المملكة العربية السعودية وبولندا وكولومبيا والهند والإمارات العربية المتحدة وأوكرانيا وكازاخستان وكردستان بإنشاء تصميم على أرض المعرض من شأنه أن يتواصل مع الجمهور السعودي ويكشف عن أهمية الأثاث المعياري. |
| المنتدى الأكاديمي للعمارة        | 15 مارس 2023   | تهدف المبادرة إلى خلق مساحة للأكاديميين والممارسين، لتبادل الخبرات والحوار، واستعراض مستجدات الموضوعات الراهنة محليًا وعالميًا في مجال تعليم التصميم، من خلال توظيف التكنولوجيا بوصفها أداةً تعليمية. إضافةً إلى تعزيز فرص التواصل، في قطاع فنون العمارة والتصميم، التي تشمل مجالات (العمارة، وعمارة البيئة، والتصميم الحضري والتخطيط، والتصميم الداخلي، والتصميم الصناعي، والتصميم الجرافيكي).                                                                  |
| موهوبو العمارة والتصميم          | 23 يوليو 2023  | تهدف المبادرة إلى تأسيس مبادئ التصميم الإبداعية والتفكير التصميمي، من خلال برنامج إثرائي لتنمية موهبتهم، تشمل تخصصات هيئة فنون العمارة والتصميم، ومن المخطط تنفيذ البرنامج الإثرائي، مدمجًا مع البرامج الإثرائية الأكاديمية في الصيف، حيث يستفيد من البرنامج أكثر من 130 طالبًا وطالبةً، مقسمين على 6 مجموعات، في ثلاث مدن، هي (الرياض، جدة، الدمام). وعلامة تجارية تشير إلى امتثال المنتجات لمعايير محددةٍ مسبقاً، وتميُّزِه بمواصفات مُعيَّنة تزيد من ثقة المستهلكين. |
| سفراء ميثاق الملك سلمان العمراني | 21 سبتمبر 2023 | تهدف المبادرة إلى دعم مجتمع العمارة والتصميم وتمكينه، حيث بلغ أسماء سفراء الميثاق في دورته الأولى 16 سفيراً، تم اختيارهم بناءً على خبراتهم وإسهاماتهم في هذا المجال. |

## تقرير قطاع العمارة والتصميم
في سبتمبر 2023، أصدرت هيئة فنون العمارة والتصميم تقريرًا عن حالة قطاع العمارة والتصميم في المملكة، يهدف إلى تقييم الوضع الحالي، إذْ يحتوي التقرير على دراسة تحليلية شاملة للعمارة والتصميم.

## وصلات خارجية
- الموقع الرسمي